# Вулиця Звягільського
Вулиця Звягільського — одна з вулиць міста Донецьк. Розташована між вулицею Челюскінців та ур. Гладківка.

## Історія
Вулиця названа на честь  українського політичного діяча, депутата Верховної ради України від Партії Регіонів, кандидата технічних наук, професора, Героя України, єврейського громадського діяча Юхима Звягільського.

## Опис
Вулиця Звягільского знаходиться у Київському районі, на території мікрорайону "Гладківка". До перейменування мала назву "вулиця Іоніна". Довжина вулиці становить близько півтора кілометра.

## Транспорт
Вулицею курсує автобус №38, та деякі мікроавтобуси.